# Hotel Saski w Krakowie
Hotel Saski (obecnie Hotel Saski Kraków, Curio Collection by Hilton) – hotel znajdujący się w centrum Krakowa, na rogu ulic św. Tomasza i Sławkowskiej. Hotel posiada 60 pokoi standardowych i apartamentów. Przy hotelu funkcjonuje również restauracja i bar Metropolitan.

## Historia
Hotel powstał z połączenia w latach 20. XIX w. oberży „Pod Królem Węgierskim” (założonej na początku XIX w. na miejscu kościoła i klasztoru bernardynów przy ul. św. Jana; a wcześniej zboru ewangelickiego w Krakowie) z trzema sąsiednimi kamienicami przy ulicy Sławkowskiej. Pracami tymi kierował w latach 1920-1921 znany architekt Szczepan Humbert. Po połączeniu kamienice otrzymały jednakowe elewacje (od ul. św. Tomasza, ul. św. Jana i ul. Sławkowskiej). Pierwszym właścicielem hotelu był Maciej Knotz. Hotel obecną nazwę otrzymał w 2 połowie XIX w. od znajdującej się od strony ul. św. Jana Sali Saskiej, w której organizowano koncerty i bale. Występowali w niej m.in. Ferenc Liszt, Johannes Brahms i Ignacy Jan Paderewski. Po II wojnie światowej aż do lat 60. XX w. odbywały się w niej przedstawienia Teatru Kameralnego i Teatru „Groteska”.
W 2018 hotel „Saski” został kupiony przez sieć hoteli Hilton Worldwide. Ponowne otwarcie hotelu pod nazwą „Hotel Saski Curio Collection by Hilton” nastąpiło 1 sierpnia 2022. 
Gośćmi hotelu „Saskiego” byli m.in. Ferenc Liszt, Johannes Brahms, Ignacy Jan Paderewski, Józef Hofmann, Artur Rubinstein, Stefan Żeromski.

## Na starych fotografiach
pocztówka z roku 1914 - ulica Sławkowska, po prawej Hotel Saski